# Steinkisten von Howan Blo
Die Steinkisten von Howan Blo (auch Blowes genannt) liegen in einem Hügel nördlich der Straße B9050 im Zentrum der Halbinsel Deerness auf der Orkneyinsel Mainland in Schottland.
1929 hob ein Pflug während das Grabens nach Ton die Deckenplatte einer kurzen Steinkiste an. Sie enthielt eine etwa 20 cm hohe Urne aus Steatit und Scherben einer kleinen Urne. Die Kiste lag in einer runden Eintiefung in der Mitte des Hügels. Sie misst etwa 0,5 × 0,4 m mit etwa 45 cm hohen und 3,7 cm dicken Seitenplatten aus bläulichem Sandstein.
1932 wurde nur ein paar Meter entfernt eine zweite Steinkiste gefunden. Sie enthielt eine Urne aus der Bronzezeit und Fragmente einer kleineren. Die große Urne enthielt Leichenbrand und Tonscherben. Die Archäologen fanden etwa 5,0 m entfernt unter einem Deckstein einen urnenförmigen Hohlraum, der nie eine Urne enthalten hatte. Er war fast völlig mit dunklen fettigen Knochenresten gefüllt. Möglicherweise war dies der Ort, wo Petrie 1869 mehrere Kisten in der Nähe einer alten Siedlung gefunden hatte.